# Helen Grandon
Helen Jane Grandon (* 20. Juli 1966 in Porthcawl, Glamorgan als Helen Morgan; † 19. November 2020) war eine walisische Hockeytorhüterin.
Helen Grandon begann im Alter von 13 Jahren Hockey zu spielen und erwies sich schnell als talentierte Torhüterin. Kurz darauf schrieb sie als jüngste Spielerin beim EuroHockey Club Champions Cup Geschichte.
Mit der walisischen Nationalmannschaft nahm sie an der Weltmeisterschaft 1983 teil. Als einzige Waliserin gehörte sie bei den Olympischen Spielen 1992 in Barcelona der Britischen Olympiamannschaft an. Jedoch war Joanne Thompson der Platz im Tor für die Gruppenspiele und für das Halbfinale gegen Deutschland vorbehalten. Im Spiel um Bronze hütete Grandon dann das Tor der Britinnen, die Südkorea 4:3 in der Verlängerung besiegten.
Grandon war zu dieser Zeit als Schmuckherstellerin tätig und spielte für den Swansea Hockey Club, mit dem sie sechs walisische Meistertitel gewann.
Kurz nach den Olympischen Spielen 1992 spielte Grandon in einem Benefiz-Fußballspiel mit. Dort wurde der walisische Nationaltrainer auf die Sportlerin aufmerksam und nominierte sie für die walisische Fußballnationalmannschaft der Frauen. Dort wurde sie zur Spielführerin ernannt, musste jedoch ihre Karriere 1993 wegen einer schweren Knöchelverletzung beenden.
Nach ihrer aktiven Karriere wurde Grandon Fußballtrainerin und gründete eine Fußballschule. Sie trainierte zudem walisische Hockeytorhüter.